# 7 vírgenes
7 vírgenes is een Spaanse film uit 2005, geregisseerd door Alberto Rodríguez Librero. 

## Verhaal
De tiener Tano zit een gevangenisstraf uit in een jeugdgevangenis. Wanneer zijn broer gaat trouwen krijgt hij toestemming om 48 uur lang de gevangenis te verlaten om het huwelijk bij te kunnen wonen. Hij besluit deze uren samen door te brengen met zijn beste vriend Richi. Hij wil zich weer even vrij voelen en doet daarom alles wat in de gevangenis niet kan.

## Rolverdeling
| Acteur             | Personage              |
| ------------------ | ---------------------- |
| Juan José Ballesta | Tano                   |
| Jesús Carroza      | Richi                  |
| Vicente Romero     | Santacana              |
| Julián Villagrán   | José María             |
| Alba Rodríguez     | Patri                  |
| Héctor Mora        | Rana                   |
| Ana Wagener        | Richi's moeder         |
| Manolo Solo        | Directeur jeugdcentrum |
| Maite Sandoval     | Patri's moeder         |

## Ontvangst

### Prijzen en nominaties
Een selectie:
| Jaar | Evenement                       | Categorie                         | Genomineerde                            | Resultaat   |
| ---- | ------------------------------- | --------------------------------- | --------------------------------------- | ----------- |
| 2005 | San Sebastián (53ste editie)    | Gouden Schelp voor beste film     | 7 vírgenes                              | Genomineerd |
| 2005 | San Sebastián (53ste editie)    | Zilveren Schelp voor beste acteur | Juan José Ballesta                      | Gewonnen    |
| 2006 | Premios Goya (20ste uitreiking) | Beste film                        | 7 vírgenes                              | Genomineerd |
| 2006 | Premios Goya (20ste uitreiking) | Beste regisseur                   | Alberto Rodríguez Librero               | Genomineerd |
| 2006 | Premios Goya (20ste uitreiking) | Beste acteur                      | Juan José Ballesta                      | Genomineerd |
| 2006 | Premios Goya (20ste uitreiking) | Beste debuterend acteur           | Jesús Carroza                           | Gewonnen    |
| 2006 | Premios Goya (20ste uitreiking) | Beste debuterend actrice          | Alba Rodríguez                          | Genomineerd |
| 2006 | Premios Goya (20ste uitreiking) | Beste origineel scenario          | Rafael Cobos, Alberto Rodríguez Librero | Genomineerd |